# 西弗吉尼亚号潜艇
西弗吉尼亚号潜艇（USS West Virginia SSBN-736）是美國海軍俄亥俄級核動力彈道飛彈潛艇的11號艦，也是美国海军中第三艘以西弗吉尼亚州之名命名的军舰。
1983年11月21日，位于康涅狄格州格罗顿的通用动力下属公司电船公司获得建造该潜艇的合同；1987年10月24日，建造方开始铺设龙骨。1989年10月14日，玛丽莲·加勒特夫人主持了该潜艇的下水仪式；该潜艇与1990年10月20日正式服役，J·R·哈维和唐纳德·麦克德莫特分别被任命为“蓝色”和“金色”代号轮值船员组的指挥官。该潜艇最初驻扎于佐治亚州的金斯湾海军潜艇基地。
2008年12月29日，第16及第20潜艇中队的指挥官丹尼尔·马克解除了西弗吉尼亚号潜艇艇长——指挥官查尔斯·“托尼”·希尔的指挥权，理由是（對他的指揮能力）失去信心。史蒂芬·吉莱斯皮则被指定为该潜艇的临时指挥官。

## 大众文化中的西弗吉尼亚号潜艇
- 在汤姆·克兰西的小说《美日开战》中，由西弗吉尼亚号号潜艇和其它数艘潜艇组成的潜艇编队被派往迎击日本对北马里亚纳群岛的侵略。在小说中，由于西弗吉尼亚号潜艇良好的隐蔽性和优良的鱼雷发射系统，它被指定去执行“慢攻击”任务。